# Sposób na blondynkę
Sposób na blondynkę (ang. There's Something About Mary, 1998) – amerykańska komedia filmowa z roku 1998, w reżyserii Bobby’ego i Petera Farrellych.
Bohaterką filmu jest dziewczyna o imieniu Mary, która swym powabem przyciąga wielu mężczyzn. Zakochuje się w niej m.in. Ted, nieudacznik z aparatem na zębach. Ich drogi nagle rozchodzą się, lecz po latach zbiegają się ponownie.

## Fabuła
Mary jest piękną dziewczyną, atrakcyjną dla większości chłopców z otoczenia. Pewnego dnia Ted Stroehmann, szkolny łamaga, zauważa ją jadącą do szkoły na rowerze i z miejsca się w niej zakochuje. Gdy staje w obronie upośledzonego brata Mary, zyskuje jej przychylność i zostaje przez nią poproszony o towarzyszenie jej na szkolnym balu. Gdy przyjeżdża po nią, przypadkiem powoduje zamieszanie, a na dodatek przytrafia mu się kompromitująca przygoda. W jej wyniku, zamiast jechać z Mary na bal, zostaje odwieziony do szpitala. Po tym wydarzeniu drogi Teda i Mary rozchodzą się. Po kilkunastu latach Ted, wciąż pielęgnujący uczucie do Mary, postanawia odszukać swoją miłość. Wynajmuje prywatnego detektywa, Pata Healy, który odkrywa, że Mary mieszka na Florydzie, a śledząc dziewczynę, także się w niej zakochuje i wkrada w jej łaski. Inny adorator Mary, Tucker (Norman) Phipps, świadomie zniechęca ją do nowo poznanego amanta. Tymczasem Ted, dzięki pomocy kolegi z lat szkolnych, Doma, dostaje się na Florydę, po drodze napotykając na niemałe trudności. W końcu udaje mu się spotkać z Mary, a ich uczucie odżywa. Tucker zmawia się z Patem i razem knują przeciw Tedowi. Gdy na arenie pojawia się jeszcze dawny chłopak Mary, z którym zerwała z powodu intryg Tuckera, nadchodzi czas wyboru. Ted, który pragnie szczęścia Mary, postanawia usunąć się, lecz dziewczyna wybiera właśnie jego.

## Bohaterowie
Mary Jensen (Cameron Diaz) – piękna blondynka, mieszkająca z upośledzonym bratem, matką i ojczymem. Obiekt pożądania wielu mężczyzn. Wyjeżdża na Florydę, gdzie robi karierę jako lekarka i opiekunka niepełnosprawnych. Prowadzi zdrowy tryb życia, ma poczucie humoru.
Ted Stroehmann (Ben Stiller) – życiowy łamaga, ofiara wielu kłopotliwych splotów okoliczności. Do szaleństwa zakochany w Mary.
Dom Woganowski (Chris Elliott) – kolega Teda. Mimo że jest żonaty, jest maniakalnie zakochany w Mary, fetyszysta jej butów.
Pat Healy (Matt Dillon) – prywatny detektyw. Śledząc Mary, zakochuje się w niej. Jest typem szpiega – podsłuchuje ludzi dla własnej korzyści.
Tucker (Norman) Phipps (Lee Evans) – roznosiciel pizzy. Zakochuje się w Mary, kiedy ta wychodzi po pizzę w koszuli nocnej. Od tej pory zmienia wygląd, symuluje chorobę i podaje się za architekta.
Magda (Lin Shaye) – podstarzała współlokatorka Mary. Jest wobec niej bardzo troskliwa. Mimo wieku intensywnie używa życia. Ma psa, dla którego jest w stanie zrobić wszystko.
Sheila Jensen (Markie Post) – matka Mary.
Charlie Jensen (Keith David) – ojczym Mary.
Warren Jensen (W. Earl Brown) – upośledzony brat Mary, przewrażliwiony na punkcie swoich uszu.

## Obsada
- Cameron Diaz – Mary Jensen
- Matt Dillon – Pat Healy
- Ben Stiller – Ted Stroehmann
- Lee Evans – Tucker/Norman Phipps
- Chris Elliott – Dom Woganowski
- Lin Shaye – Magda
- Jeffrey Tambor – Sully
- Markie Post – Sheila Jensen
- Keith David – Charlie Jensen
- W. Earl Brown – Warren Jensen
- Sarah Silverman – Brenda
- Khandi Alexander – Joanie